# 关露
关露（1907年7月14日—1982年12月5日），原名胡寿楣，又名胡楣、胡寿华（见常任侠《冰庐琐忆》），笔名关露、芳君、梦茵等等，原籍直隶省延庆府宣化县，生于山西省右玉县。中国作家、间谍。

## 生平

### 早年生涯
1907年7月25日，关露出生在山西省右玉县，父亲是清朝举人，做过当地的知县。母亲是父亲用赌博赢得的四千两银子娶的继室。关露9岁时，父亲去世。16岁时，母亲病逝。关露和妹妹、祖母乃迁居南京，来到寡居的关露的二姨妈身边共同生活。
此后，关露离开家庭来到上海，并在上海结识了刘道衡（原为中国同盟会会员，后加入中国共产党）。刘道衡收留了关露，并为其提供学费，送关露到上海法科大学法律系学习。1928年，关露入国立中央大学学习，先入哲学系，后转入中文系。在此期间，她开始迷恋新诗，并尝试写作。她第一篇发表在报刊的文字是小说《余君》，发表在张天翼、欧阳山、韩起等人创办的《幼稚》周刊上。1931年夏，关露因中学毕业文凭问题而被迫离开中大，赴上海。不久，钟潜九（中国共产党党员）、张天翼、欧阳山等也相继来到上海。
不久，九一八事变爆发。此时，关露的妹妹胡绣枫和妹夫李剑华虽然未加入中国共产党，但这个家实际已成为上海的中共地下党的据点之一。在钟潜九的鼓励及指导下，关露还接触工厂女工，教她们读书识字、编板报，主动承担中共基层党组织的宣传任务，参与上海妇女反帝大同盟的筹备及宣传。1932年春，关露加入中国共产党。
关露的诗作《太平洋上的歌声》发表后一举成名，电影《十字街头》主题歌《春天里》（贺绿汀作曲）的歌词也是出自关露之手。关露还写了一些短篇小说及散文，翻译了一些外国文学作品。关露参与编辑刊物《新诗歌》。她参加过丁玲领导的“左联”创作委员会的工作，参加过任钧、蒲风等人成立的“中国诗歌会”的活动。
大约在1935年，关露曾做过隆鼻手术。随后，关露担任左翼剧联排演的话剧《赛金花》中的一个很小的角色，与主演王莹等人一同在上海、南京演出数场。她当年的中大同学常任侠在《冰庐琐忆》一文中记述了重回南京的关露：“其后1932年，上海剧人来南京演《赛金花》剧，夏衍编剧，演员皆一时之选。记得演叩头外交一场时，张道藩自座中以茶盏遥击场上，亦不为动，悻悻而去。此剧完满结束之后，剧团邀余写剧评，与演员聚坐茶叙。隔座有呼余名者，音极稔熟，起而视之，颀长玉立，秀眉隆准，华服高履，体态盈盈，前所未见。就而相语，备极欢快，始知为寿华也。今易名关露。关露演剧前，作整容，修鼻准，易华服，与在大学同席时判若两人。自那年来沪后，初易名胡露，以与葫芦谐音，又改名关露。”

### 间谍活动
1937年八一三事变后，上海的进步文人纷纷撤离上海。关露则根据中共党组织的安排留在上海。1930年代末期，关露因在上海没有固定住处，便暂住上海的王炳南家。
1939年深秋，借住在王炳南家的关露接到八路军上海办事处秘书长刘少文转来的一封密电：“速去香港找小廖接受任务。”落款人是中共中央南方局常委叶剑英， “小廖”即当时身处香港九龙的廖承志。接到命令后，关露很快来到香港，见到了廖承志，以及中共中央社会部副部长潘汉年。关露得知，其任务是接近日伪政权的特工首脑李士群，获取情报，并相机策反李士群。
潘汉年做出该决定是由于关露的妹妹胡绣枫与李士群素有渊源。1933年，胡绣枫的丈夫李剑华因为主办抗日刊物被国民政府逮捕，胡绣枫在营救丈夫时偶然结识了李士群，并请李士群帮忙。一年后，李士群遭到中统调查，被逮捕入狱，胡绣枫收留了怀孕的李士群妻子叶吉卿。李士群对胡绣枫一直很感激，并对其姐姐关露也较为关照。由于此时胡绣枫在湖北有其他任务，关露遂奉命接近李士群。
从香港回上海后的第三天，中共地下党的吴成方便根据上级指示和关露接上关系，要关露尽快赴李士群处工作。
李士群在摇摆及权衡利益之下，在基本得知关露的真实身份后，并未对关露产生威胁。关露也了解了李士群的心态与特工总部的动态，并且成功促成了潘汉年与李士群会面。
1942年春，吴成方通知关露称此次任务已完成，关露可以不用再到李士群处。关露遂迫切要求离开上海，希望赴延安或苏北的新四军根据地，但吴成方告诉她，中共地下党组织决定让关露留在上海，打入日伪杂志《女声》当编辑，伺机寻找日本共产党地下党，以获取日本方面的情报。《女声》主编是日本女作家佐藤俊子，杂志由日本大使馆和海军报道部合办。关露奉命打入《女声》后，很快成为核心，集编辑、撰稿于一身，写作了许多随笔及时评，并为一些左翼作家提供了平台。据当年中共上海地下党成员丁景唐回忆，他们曾试探利用《女声》发表文章，在上海从事 “散兵作战”。
从1942年开始，日本以文化交流的名义连续三年分别举办了三届“大东亚文学者大会”。其中，第一届大会在南京召开，《女声》主编佐藤俊子与会。1943年8月第二届大会在日本东京召开，《女声》派关露作为代表赴东京参加大会。大会第二天，关露作为指定发言人的题目是有关“大东亚共荣”，关露乃向领队称：“我是搞文学的，是妇女刊物的代表，不懂政治，不会演讲。如果一定要我讲话，我想谈点妇女方面的问题。”最后关露以《中日妇女文化之交流》为题发言。此次在日本，关露称“我的身体非常疲劳，我的神经非常紧张，然而我的情绪是异常悲哀的！”此时，她出现严重的神经衰弱，并开始出现幻觉。
1943年秋，关露给在重庆的妹妹胡绣凤写信，以暗语表达了想去根据地的愿望。胡绣凤当即将关露的心愿汇报给八路军重庆办事处负责人邓颖超。不久，邓颖超派人转告胡绣凤称，延安方面已同中共上海地下党联系过，中共上海地下党仍要关露留在上海工作。

### 抗战结束后
1945年日本投降后，军统特务首领毛森在上海下达了“肃奸令”，大规模抓捕汉奸。关露被社会上视为“汉奸文人”或“文化汉奸”，其真实身份又是中共党员，故处境十分危险。关露找到吴成方，提出希望迅速转移到解放区，但吴成方拒不同意。不久，重庆的周恩来、邓颖超亲自下令将关露转移到解放区，交由夏衍具体安排。随后，关露被送至新四军控制下的苏皖解放区。至此，关露的间谍生涯结束。
关露受到的第一个打击便是无法和恋人王炳南见面。自1930年代末之后，因工作需要，主持中共中央南方局外事工作的王炳南先后到武汉、重庆，与关露失去了见面机会。抗日战争胜利后，王炳南和德国籍妻子王安娜因政治原因而被迫分手。1946年春天，王炳南随周恩来领导的中共代表团抵达南京，不久便和已到解放区的关露取得联系，两人保持书信往来，萌生爱意。随后，王炳南提出了到解放区探望关露的想法，但周恩来、邓颖超否决了王炳南的请求。周恩来、邓颖超虽知道关露的身份，但因国民党方面的舆论仍将关露认定为“文化汉奸”，解放区的许多不知情人士也对关露抱持怀疑态度，所以他们认为从事外交工作的王炳南此时不适合与关露继续发展关系，王炳南乃服从大局，致信关露，终止了与关露的关系。关露十分痛苦。
楼适夷回忆抗日战争结束，他途经淮阴解放区遇到关露：“她身体不大好，神情不安，一日上街去新华书店被沪来青年发现，大呼‘捉女汉奸’，惊惶失措，经公安警保护回来，神经失常。”其署名“关露”的作品又被《新华日报》拒绝刊登，关露深受刺激。
到达苏皖解放区不久，关露就赶上了新四军的整风运动。整风运动中，关露是隔离审查的对象，多次被命令“交代问题”。后来，关露的妹妹胡绣凤找到吴成方和吴成方的上级张唯一、潘汉年，写下书面证明材料，最后经陈毅批准，恢复了关露的自由。整个第二次国共内战期间，关露一直随苏北建设大学到处转移，从苏北到山东，又到大连。期间，她既担任该大学的文学教员，又写了一些作品，发表时均用化名。

## 中华人民共和国时期
1949年，关露来到北京，先后被安排在华北大学三部、铁道部总工会创作组工作。1951年，她写的小说《苹果园》被中央人民政府文化部电影局负责人陈波儿看中，陈波儿乃将其调入电影剧本创作所，从事电影剧本的创作工作。1955年，关露在胡风反党集团案中受到牵连，再次被审查，后因与胡风关系较浅而撤销审查。
1955年6月14日，因受潘汉年一案牵连，经最高人民检察院批准，关露被逮捕，随后关入功德林监狱。在监狱中，关露开始利用空余时间构思小说《刘丽珊》。她的精神分裂症在监狱中复发，经医院治疗才有所恢复。1957年3月末，关露获得释放，回到电影剧本创作所工作，工资定级文艺11级，并补发了1万元左右的工资。但不久，在反对丁玲、陈企霞反党集团中，因为受到丁玲的牵连，关露又写材料交代问题，最终被认为同丁玲、陈企霞反党集团无关。
1958年初，在电影局领导的要求下，关露被迫退职，失去工作。1960年代初，随着政治气氛放松，关露向中共中央宣传部写报告要求获得工作，中共中央宣传部转中华人民共和国文化部处理，文化部乃将其安排到商务印书馆工作。文化大革命爆发后，1967年她又被“中央三办”抓走，随即关入秦城监狱，1975年5月方才得到释放。在秦城监狱中，关露捡到一根铁钉，此后她每天打磨这根铁钉，将其打磨成针。出狱后，她未返回原工作单位，而是一度被送入养老院。后来她又回到位于香山农村的小屋居住。
1980年5月，关露患脑血栓，经抢救脱离危险，但未能恢复正常，记忆力受严重损害，手部不听控制，拿笔写字也成为问题。此后，为便于治病，关露离开香山，回到北京城内的机关宿舍居住，组织上为她安排了一间仅有10平方米的小屋。1982年3月23日，中共中央组织部为关露作出《关于关露同志的平反决定》，为其平反。同年12月5日，在回忆录和有关潘汉年回忆文章写作完成后，关露在朝内大街203号文化部宿舍自杀身亡。
1982年12月16日，八宝山革命公墓内简单地举办了骨灰安放仪式，王炳南也到场。
1983年8月22日，公安部公布了《关于关露同志问题的复查结论》，“关露同志在抗战期间，在潘汉年等同志的领导下做情报工作，是有成绩的。在日本特务机关所办的《妇女月刊》杂志社任主编，是情报工作的需要，是由党组织派去的，不是进行‘文化特务活动’。原怀疑关露同志有反革命问题，是没有根据的，应予否定......”给予了政治上的彻底平反。

## 著作
- 《太平洋上的歌声》（诗集，生活书店1936年出版）
- 《新旧时代》（自传体小说，光明书店1940年出版）
- 《苹果园》（中篇小说，工人出版社1951年出版）
- 《秦城诗草》11篇（未集中出版）[1]

## 延伸阅读
- 柯兴，魂归京都——关露传，金城出版社，2010年，ISBN 9787802514225
- 常任侠，冰庐琐忆[永久]
- 中国中央电视台，《人物》抗日女情报员关露 （页面存档备份，存于）、《百战经典》红色特工秘档——关露 （页面存档备份，存于）